# Rogers e la Via del Drago divorato dal Sole
(Ahmed Nagi, Rogers, 2007)
Rogers e la Via del Drago divorato dal Sole è un romanzo scritto dallo scrittore egiziano Ahmed Nagi. Pubblicato al Cairo nel 2007 dalla casa editrice Dar Malàmih, l'opera è un viaggio attraverso una serie di visioni relative all'infanzia, adolescenza e giovinezza del protagonista per concludersi con la sua vecchiaia, ma nulla è collocato in ordine cronologico o consequenziale.
Nàgi appartiene alla generazione di scrittori-blogger (Ghada Abdel Aal, Maya Zankoul) che sempre più si stanno ritagliando un loro spazio all'interno del panorama letterario arabo contemporaneo, ancora piuttosto tradizionalista e conservatore. Nonostante lo scetticismo degli ambienti letterari classici, il pubblico dei lettori ha risposto molto bene a questi nuovi talenti letterari in quanto descrive la società civile egiziana cogliendone al tempo stesso la vitalità e le sclerosi. Nel libro l'autore sperimenta un diverso livello di linguaggi e utilizza l'arabo classico misto allo slang, per avvicinare la gente comune alla letteratura.

## Trama
Il libro è decisamente inconsueto: i capitoli e le storie che compongono Rogers potrebbero essere scombinati e ricomposti in altre miriadi di combinazioni e ugualmente porterebbero allo stesso risultato. Sogno e realtà, immaginazione e contingenza, leggenda e storia, colore e buio, vita e morte e tutte le possibili associazioni mentali che possono sorgere nel lettore. Nei cinque capitoli che costituiscono Rogers si assiste a una serie di visioni relative all'infanzia, adolescenza e giovinezza del protagonista per concludersi con la sua vecchiaia, ma nulla è collocato in ordine cronologico o consequenziale.

### Capitolo primo
Nel primo capitolo il lettore assiste ad alcuni flash relativi al periodo della scuola e all'organizzazione della rivolta studentesca, ma vede anche Rogers già in veste di pilota del robot Mcfeer; si conoscono la madre, il nonno, lo zio Ahmed, ma anche Gamìla, la sua amante; si assiste alla guerra sia dal punto di vista del bambino spaventato, che si nasconde tra le coperte assieme alla madre, sia da quello del pilota combattente.

### Capitolo secondo
Nel secondo capitolo si passa lentamente alla fase della giovinezza, ma con continui flashback relativi al passato, al rapporto di Rogers con il nonno ed al suo legame con lui e lo zio Ahmed, la balena che sconfiggerà il drago, divorato dal sole. Sempre più chiaramente si delinea la figura di Gamìla, che tradirà il protagonista mettendosi con Ziyàd, assai più ricco ed affascinante di Rogers, che costretto a studiare in un'altra città per via della guerra, è costantemente assente, oltre ad essere impegnato nelle missioni con Mcfeer. Le visioni a cavallo tra realtà e fantasia portano Rogers, sotto i fumi dell'alcol e l'effetto degli psicofarmaci, ad immaginare scene in cui seduce bellissime ragazze, disponibili e provocanti, ed improvvisamente si ritrova su un dirupo, nel bel mezzo di un brullo deserto rosso – come non ricordare una delle scene finali di Zabrisky Point, di Antonioni.

### Capitolo terzo
Nel terzo capitolo si entra in contatto con la città, questa mostruosa accozzaglia di rumori, edifici e cemento dove Rogers con la sola forza del pensiero riesce a far crollare i palazzi, in una scena che pian piano sfuma per ricomparire tra le rovine della guerra, dove il protagonista aiuta nei soccorsi ai civili ed il puzzo di carne bruciata impregna l'aria. Ma eccoci anche al muro, descritto per la prima volta nella sua estensione infinita come un ostacolo invalicabile, un punto di separazione verso un aldilà in cui vivono esseri umani diversi, dove tutto è perfetto, dove le donne si concedono senza tabù, dove si beve tequila, si organizzano party e si indossano occhiali da sole – forse un'immagine surreale della società occidentale – il tutto paragonato alla via in cui abita Rogers, che si estende da un mare puzzolente ed inquinato, attraverso il cadavere del drago, seppellito sotto gli edifici, per arrivare fino al muro stesso, invalicabile, utile solo per appoggiarci la bici o pisciarci contro. Per la prima volta compare il coinquilino di Rogers, Yaqùb, uno strano personaggio che il protagonista definisce essere il suo esatto contrario, uno strano grillo parlante che talora lo aiuta a dimenticare la sua esperienza con Gamìla, che ossessivamente egli continua a ricordare. Ma anche qui si assiste ad un flashback che ci riporta all'epoca dell'adolescenza: la scoperta del proprio corpo attraverso l'analisi minuziosa che il protagonista fa del proprio membro e di altri particolari anatomici. Ribalzando in avanti si vede Rogers nella vecchiaia, quando va sulla tomba di Mcfeer per l'estremo saluto, ma anche durante la premiazione di tutti i reduci al cospetto dell'Imperatore.

### Capitolo quarto
Nel brevissimo (solo cinque pagine) quarto capitolo si è catapultati in un'altra storia d'amore, con una ragazza bionda, con cui Rogers passa un'intera nottata su e giù per le vie della città, prima a piedi e poi in microbus, per concludere il viaggio lungo la riva del mare, ad apprezzarne i colori dell'alba.

### Capitolo quinto
Nel quinto e ultimo capitolo si assiste ancora a flashback relativi al periodo dell'adolescenza, ed in particolare all'esperienza della tonsillectomia, e della giovinezza del protagonista: episodi con gli amici, a farsi canne; l'ennesima storia d'amore, con Sulàyma, una ragazza assai taciturna, che al momento dell'orgasmo tiene gli occhi ben sbarrati a fissare il vuoto; i ricordi di Yaqùb e del suo primo amore tra i banchi di scuola, con una ragazza talmente brutta che si vergognava a mostrarsi in giro con lei per paura dei commenti degli amici. Poi si ritorna ancora all'adolescenza ed al nonno, con quei fiori di garofano che teneva sempre sul comodino per aromatizzare l'acqua da bere e per associazione di idee a Gamìla, il primo grande amore, che anche lei metteva i chiodi di garofano nell'acqua. Con un altro salto indietro si scopre come si sono conosciuti Rogers e Yaqùb, durante il primo anno di università, per poi finire all'oggi – un ipotetico oggi – in cui il protagonista, ormai conclusa la guerra, lavora come guardiano del parapetto che dà sul mare, ad occuparsi delle creature marine il cui habitat è stato quasi distrutto dalla guerra; avendo molto tempo libero egli è naturalmente portato ad adoperare costantemente la propria immaginazione, fino a credere che Roger Waters stesso sia lì con lui a narrargli la propria filosofia di vita. Nell'ultimo flash il protagonista è ad una cena ufficiale, circondato da gente importante, con le migliori prelibatezze che gli passano davanti, ma totalmente preso dai propri pensieri a tal punto che la sua compagna gli dice: “Ehi, ripigliati!”. Forse tutto ciò è stato solo un sogno: questo è ciò che il lettore potrebbe pensare alla fine del suo viaggio mentale in compagnia di Rogers.

## Il fenomeno dei blogger
L'autore, come la maggior parte dei nuovi scrittori venti-trentenni, appartiene a quella che potrebbe ormai essere ufficialmente definita la “generazione dei blogger” – nonostante i diretti interessati non amino questa definizione, a loro parere troppo limitativa.
Rogers è il secondo romanzo di successo scritto da un blogger egiziano, essendo Essere Abbas el Abd, di Ahmed el Aìdi considerato unanimemente il precursore di questa nuova letteratura “metropolitana”.
Il fenomeno dei blogger, spuntato ad Alessandria d'Egitto una decina di anni fa, come valvola di sfogo contro tutto ciò che rappresenta l'establishment tradizionale, politico, religioso ecc., utilizzando la rete come il non-luogo in cui “poter dire quel che vogliamo!” su argomenti tabù di cui a causa della censura né si scrive né si parla, si è lentamente diffuso a macchia d'olio, diventando un movimento in parte letterario, ma non solo, che trova nella rete il maggior alleato per esprimere se stesso. Ed ecco che anche scrittori che mai prima avevano fatto uso del blog, vi si sono timidamente accostati e ad oggi rappresentano ormai voci autorevoli di questa nuova avanguardia letteraria.

## Critica
Questo libro ha ricevuto molte recensioni positive:
- «Con un sacco di immaginazione Nàgi, facendo eco a Roger Waters nell'album The Wall dei Pink Floyd, ha creato un muro tra la sua realtà e la sua terra fantastica. Nelle sue stesse parole e utilizzando la propria tavolozza di colori ha deciso di aggiungere le sue immagini a un mattone dopo l'altro, per il muro che ha spesso attraversato nel suo primo libro - Rogers.»[5]
- «Rogers, viaggio giovinezza-vecchiaia con abbandono alla lettura, ascoltando The Wall dei Pink Floyd.»[6].

## Edizioni
- Ahmed Nagi, Rogers, Dar Malàmih, Il Cairo, 2007,  pp. 153 pp..
- Rogers e la Via del Drago divorato dal Sole, traduzione di Barbara Benini, collana Altriarabi, il Sirente, Fagnano Alto, 2010,  pp. 128 pp., ISBN 978-88-87847-27-7.